# Chamaebatia
Chamaebatia es un género con dos especies de plantas fanerógamas perteneciente a la familia de las rosáceas. Comprende 20 especies descritas y de estas, solo 4 aceptadas.

## Taxonomía
El género fue descrito por George Bentham y publicado en Plantas Hartwegianas imprimis Mexicanas 308–309. 1849. La especie tipo es: Chamaebatia foliolosa Benth.

## Especies aceptadas
A continuación se brinda un listado de las especies del género Chamaebatia aceptadas hasta diciembre de 2014, ordenadas alfabéticamente. Para cada una se indica el nombre binomial seguido del autor, abreviado según las convenciones y usos.	
- Chamaebatia australis (Brandegee) Abrams
- Chamaebatia foliolosa Benth.